# (381) Myrrha

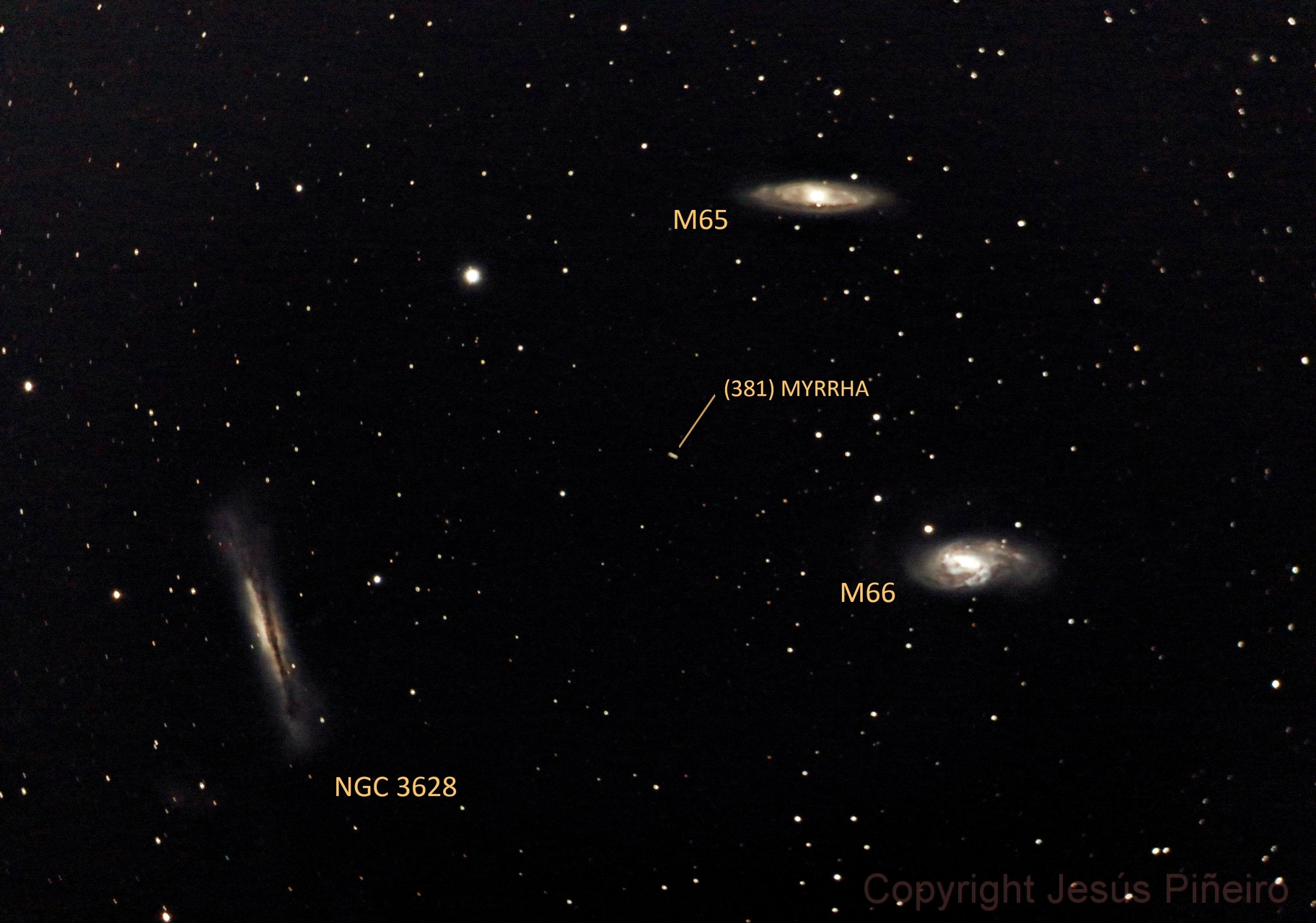
Myrrha dans la constellation du Lion

(381) Myrrha est un astéroïde de la ceinture principale découvert par Auguste Charlois le 10 janvier 1894. Il fut nommé en honneur de Myrrha dans la mythologie grecque.